# Helmut Schareika
Helmut Schareika (* 13. September 1946; † 15. November 2018) war Altphilologe und Germanist sowie Fachdidaktiker der Alten Sprachen und Übersetzer.
Nach dem Studium der Klassischen Philologie, Germanistik sowie Byzantinischen und Neugriechischen Philologie wurde Schareika 1975 an der Universität Bochum mit einer Dissertation zur aristophanischen Komödie promoviert. Danach war Schareika in namhaften Schulbuchverlagen als Verlagsredakteur (Fächer: Deutsch/Gymnasium, Philosophie, Griechisch [Lehrwerk Kantharos], Latein [u. a. Lehrwerke Ostia sowie Itinera]), als freier Lektor sowie als Sachbuchautor im Bereich der römischen Antike und als Übersetzer historischer Sachbücher und von Romanen tätig; diese Tätigkeit begleitete er durch einschlägige Vorträge v. a. aus dem Themenbereich seiner eigenen Bücher sowie der Didaktik der Alten Sprachen.
Schareika lebte bis zuletzt mit seiner Frau Angela Schareika in Gau-Algesheim und betrieb dort den textus Verlags-Service.

## Schriften
- Der Realismus der aristophanischen Komödie. Exemplarische Analysen zur Funktion des Komischen in den Werken des Aristophanes. (= Europäische Hochschulschriften, Band 13: Reihe 15, Klassische Sprachen und Literatur). Peter Lang, Frankfurt am Main / Bern / Las Vegas 1978, ISBN 3-261-02575-1. (zugleich Diss. Univ. Bochum 1975)
- PONS Verben auf einen Blick: Latein. (Übersicht in didaktisch strukturierten Tabellen nach Gesichtspunkten referentiell-intentionaler Grammatik) Ernst Klett Sprachen, Stuttgart 2003, ISBN 3-12-560662-4; Neuauflagen 2007, 2014.
- Weizenbrei und Pfauenzunge. Die alten Römer bitten zu Tisch. Theiss, Stuttgart 2007, ISBN 978-3-8062-2125-1.
- Alles zum antiken Rom. Sachbuch. (zu prima. Gesamtkurs Latein). C.C. Buchner, Bamberg 2008, ISBN 978-3-7661-5016-5.
- Grammatik kurz & bündig: Latein. Neuausgabe 2012. Von Helmut Schareika. Verlag Pons, Stuttgart 2012, ISBN 978-3-12-562765-9.
- Tivoli und die Villa Hadriana. Das „stolze Tibur“: Latinerstadt und Sommersitz Roms. (= Kulturführer zur Geschichte und Archäologie). von Zabern, Mainz 2010, ISBN 978-3-8053-4158-5.
- Ἆρ’ ἀττικίζεις; – Sprechen Sie Attisch?. Moderne Konversation in altgriechischer Umgangssprache. Von E. Joannides (i. e. Eduard Johnson), Nach heutigem Deutsch neu bearbeitet, mit einer Einführung versehen und herausgegeben von Helmut Schareika. Buske, Hamburg 2012, ISBN 978-3-87548-637-7.
- Sermo. Lateinische Grammatik. Von Klaus Weddigen, bearbeitet und herausgegeben von Helmut Schareika. Buske, Hamburg 2014, ISBN 978-3-87548-647-6.

## Aufsätze
- Rigas Velestinlis, der griechische Aufstand 1821 ff. und die aktuelle Krise Griechenlands. Erschienen in: kultuRRevolution 66/67 (Juni 2014), Thema: krisenlabor griechenland, S. 64–80 (mit Literatur), ISSN 0723-8088, https://www.klartext-verlag.de/
- Beiträge, auch Herausgeberschaft, in der Zeitschrift Der altsprachliche Unterricht, u. a. Grammatik–Semantik–Textverstehen (Heft 6/88), ISBN 3-617-21023-6; Grammatik–Semantik–Textverstehen II (Heft 3/90), ISBN 3-617-21032-5; Altgriechisch–Neugriechisch (Heft 5/92), ISBN 3-617-21047-3; „Neue Medien“ (Heft 3+4/2002), ISSN 0002-6670.

## Übersetzungen
- Nikos Athanassiadis: Das Mädchen und der Delphin. Roman. Aus dem Neugriechischen (mit Isidora Rosenthal-Kamarinea); Original: Το γυμνό κορίτσι »Das nackte Mädchen«. Desch, München 1967.
- Jules Verne: 20.000 Meilen unter dem Meer. Aus dem Französischen (gekürzte Fassung) übertragen und bearbeitet. Schaffstein, Dortmund 1977, ISBN 3-588-00199-9.
- Jean-Henri Fabre: Insekten. Aus dem Französischen (Fabre) und Englischen (Begleittexte) übertragen; illustriert von Stephen Lee. Schaffstein, Dortmund 1979, ISBN 3-588-00025-9.
- Carl von Linné: Die großen Reisen. Auswahl aus den Reise-Tagebüchern, deutsche Textfassung nach engl. Ausgabe von Helmut Schareika; illustriert von Stephen Lee. Schaffstein, Dortmund 1979, ISBN 3-588-00026-7.
- Avi: Captain Grey. Jugendroman. Aus dem Amerikanischen. Dortmund, Schaffstein 1980, ISBN 3-588-00054-2.
- Lewis Wallace: Ben Hur. Aus dem Amerikanischen übertragen und bearbeitet. Arena, Würzburg 1988, ISBN 3-401-04274-2.
- Domenico Casamassima: Das griechische Denken : [von den Anfängen bis zur Spätantike]. Zeichn. von Eugenio Fiorentini. Aus dem Italienischen. Klett-Schulbuchverlag, Stuttgart 1994, ISBN 3-12-667300-7.
- Franco Falchetti, Antonella Romualdi: Die Etrusker. Aus dem Italienischen. WBG, Darmstadt 2001, ISBN 3-8062-1630-4. (Original: Etruschi). Das Buch hat den „Ceram-Preis des Rheinischen Landesmuseums Bonn für das Archäologische Sachbuch 2002“ erhalten.[2]
- Georges Hacquard: Das antike Rom. Führer durch Geschichte und Kultur. Übertragung ins Deutsche und Bearbeitung. C.C. Buchners Verlag, Bamberg 2002, ISBN 3-7661-5690-X.
- Giovannangelo Camporeale: Die Etrusker: Geschichte und Kultur. Aus dem Italienischen. Artemis & Winkler, Düsseldorf 2003, ISBN 3-7608-2300-9 (Original: Gli Etrucschi).
- Luca Cerchiai: Die Griechen in Süditalien. Auf Spurensuche zwischen Neapel und Syrakus. Fotos von Mark E. Smith. Aus dem Italienischen, Theiss, Stuttgart 2004, ISBN 3-8062-1845-5.
- Ada Gabucci: Rom und sein Imperium. Aus dem Italienischen. Theiss, Stuttgart 2005, ISBN 3-8062-1932-X.
- Fernand Comte: Mythen der Welt. Aus dem Französischen. WBG, Darmstadt 2008, ISBN 978-3-534-20863-0 (Original: Larousse des mythologies du monde).
- Ian Jenkins: Die Parthenon-Skulpturen im Britischen Museum. Aus dem Englischen. WBG, Darmstadt 2008, ISBN 978-3-534-21739-7.
- Thorsten Opper: Hadrian: Machtmensch und Mäzen. Aus dem Englischen, WBG, Darmstadt 2009, ISBN 978-3-534-22999-4.
- Colin Renfrew, Paul Bahn: Basiswissen Archäologie. Theorien, Methoden, Praxis. Aus dem Englischen. WBG, Darmstadt 2009, Lizenzausgabe für Verlag Philipp von Zabern, Mainz, ISBN 978-3-8053-3948-3. (Original: Archeology Essentials. Theories, Methods, and Practice. Thames and Hudson, London 2007). Eines der Standardwerke für das Studium der Archäologie.
- Matteo Vercelloni und Virgilio Vercelloni unter Mitarbeit von Paola Gallo: Geschichte der Gartenkultur: von der Antike bis heute. Aus dem Italienischen, WBG, Darmstadt 2010, ISBN 978-3-534-23660-2(Original: L' invenzione del Giardino Occidentale)
- Monique Gouillet, Michel Parisse: Lehrbuch des mittelalterlichen Lateins. Aus dem Französischen, an deutsche Lehr- und Lernbedingungen angepasst von Helmut Schareika, Buske, Hamburg 2010, ISBN 978-3-87548-514-1
- Christophe Rico in Zusammenarbeit mit Emmanuel Vicart, Pau Morales und Daniel Martinez: Polis. Altgriechisch lernen wie eine lebende Sprache. Aus dem Französischen, Buske, Hamburg 2011, ISBN 978-3-87548-571-4